# Holley (Floryda)
Holley – jednostka osadnicza w Stanach Zjednoczonych, w stanie Floryda, w hrabstwie Santa Rosa.